# Boissy-aux-Cailles
Boissy-aux-Cailles là một xã ở tỉnh Seine-et-Marne, thuộc vùng Île-de-France ở miền bắc nước Pháp.

## Dân số
Người dân ở đây được gọi là the Boisséens.
Điều tra dân số năm 1999, xã này có dân số là 271 people residing in the city.